# Train baladeur
Il train baladeur (gruppo mobile in lingua francese) è un tipo di cambio utilizzato fino agli anni cinquanta dalla maggior parte delle case automobilistiche e motociclistiche.
Questo tipo di cambio fu applicato all'automobile da Émile Levassor nel 1891.

## Etimologia
La definizione è presa pari pari dal francese nel quale idioma indica, più precisamente, la serie di ingranaggi (train) scorrevoli (baladeur) che caratterizzano questo tipo di meccanismo. Anche se "train baladeur" è la definizione più usata per motivi di brevità, sarebbe più corretto utilizzare la dizione "cambio à train baladeur".

## Descrizione

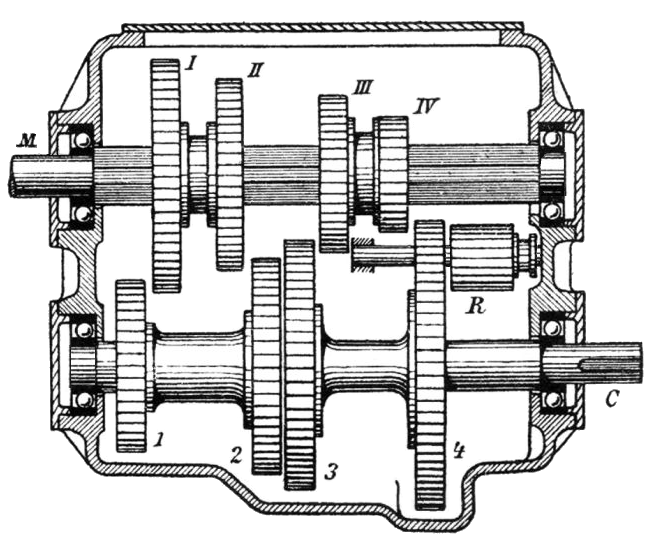
Schema di cambio à train baladeur

Quasi tutti i cambi prodotti antecedentemente alla seconda guerra mondiale sono del tipo a train baladeur, dove gli ingranaggi (I, II, III, IV) posti sull'albero motore primario (M) sono fissati all'albero medesimo tramite scanalature che consentono lo spostamento trasversale delle ruote dentate.
L'innesto delle marce avviene mediante lo spostamento assiale degli ingranaggi che, selezionati dalla leva di comando, vengono ingranati con la corrispondenti ruote dentate fisse (1, 2, 3, 4), poste sull'albero motore ausiliario (C).
Gli ingranaggi del primario vengono ingranati a turno, uno per volta, sul corrispondente dell'albero secondario, al contrario di quello che avviene nei cambi moderni, detti sempre in presa, dove a spostarsi non sono gli ingranaggi (che rimangono sempre in presa) ma i manicotti a denti frontali che rendono solidali gli ingranaggi con l'albero condotto.
A partire dagli anni sessanta, il cambio a train baladeur è stato pressoché abbandonato dalle case costruttrici, sia per la maggiore possibilità di rottura degli ingranaggi, sia per la difficoltà di applicare efficaci sistemi di sincronizzazione.